# Kanton Mayenne
Der Kanton Mayenne ist seit 2015 französischer Wahlkreis im Arrondissement Mayenne, im Département Mayenne und in der Region Pays de la Loire; sein Hauptort ist Mayenne. 

## Gemeinden
Der Kanton besteht aus acht Gemeinden mit insgesamt 18.428 Einwohnern (Stand: 1. Januar 2022) auf einer Gesamtfläche von 148,60 km²:
| Gemeinde                | Einwohner 1. Januar 2022 | Fläche km² | Dichte Einw./km² | Code INSEE | Postleitzahl |
| ----------------------- | ------------------------ | ---------- | ---------------- | ---------- | ------------ |
| Alexain                 | 612                      | 16,24      | 38               | 53002      | 53240        |
| Contest                 | 840                      | 22,96      | 37               | 53074      | 53100        |
| Mayenne                 | 12.854                   | 19,88      | 647              | 53147      | 53100        |
| Parigné-sur-Braye       | 841                      | 9,88       | 85               | 53174      | 53100        |
| Placé                   | 354                      | 25,25      | 14               | 53179      | 53240        |
| Saint-Baudelle          | 1.181                    | 7,17       | 165              | 53200      | 53100        |
| Saint-Georges-Buttavent | 1.381                    | 36,87      | 37               | 53219      | 53100        |
| Saint-Germain-d’Anxure  | 365                      | 10,35      | 35               | 53222      | 53240        |
| Kanton Mayenne          | 18.428                   | 148,60     | 124              | 5314       | –            |